# Else Krüger
Else Krüger (Hamburg-Altona, 9 de febrero de 1915-24 de enero de 2005, Alemania) fue una secretaria alemana durante la Segunda Guerra Mundial.
Desde fines de 1942, Krüger fue la secretaria de Martin Bormann, jefe de la Cancillería y asuntos del NSDAP bajo órdenes directas de Adolf Hitler. Permaneció en el Führerbunker durante la Batalla de Berlín. Krüger estuvo con Eva Braun, Gerda Christian, Traudl Junge y Constanze Manziarly cuando el dictador Alemán Adolf Hitler les dijo que ellas debían prepararse para irse al Berghof junto a otros.  Ella estuvo con Eva Braun cuando ésta le indicó que ellas no lo dejarían nunca y permanecerían juntos hasta el final. Hitler en un gesto de solidaridad les dio a cada una una cápsula de cianuro.
Krüger escapó de Berlín el 1 de mayo de 1945 en el grupo liderado por el General de Brigada SS (Brigadeführer) Wilhelm Mohnke. En la mañana del 2 de mayo, el grupo, escondido en un sótano, fue capturado por los soviéticos. Prestó declaración en el Juicio de Nuremberg, en el caso "Bormann". 
Else Krüger se casó en Gran Bretaña, el 23 de diciembre de 1947 con Leslie James, su oficial de interrogación británico. James había nacido el 3 de septiembre de 1915 en Wallasey, Cheshire, Gran Bretaña. Else vivió bajo el nombre de Else James en Wallasey y luego en Cambridge, donde su esposo ejerció como profesor de inglés. Después del fallecimiento de su cónyuge en 1995, Else regresó a Alemania, donde murió diez años después, casi nonagenaria.